# 岡山県道・広島県道12号足立東城線
岡山県道・広島県道12号足立東城線（おかやまけんどう・ひろしまけんどう12ごう あしだちとうじょうせん）は、岡山県新見市から広島県庄原市を結ぶ県道（主要地方道）である。

## 概要

### 路線データ
- 起点：岡山県新見市足立（岡山県道・鳥取県道8号新見日南線交点）
- 終点：広島県庄原市東城町川西（国道314号交点）
- 総延長：31.7km（岡山県区間：14.501 km[1]、広島県区間：17.222 km[2]）
- 認定：1994年（平成6年）4月1日

## 歴史
- 1993年（平成5年）5月11日 - 建設省から、県道高瀬足立停車場線の一部・県道油野東城線が足立東城線として主要地方道に指定される[3]。

## 路線状況
岡山県側の起点 - 岡山県道109号高瀬油野線の区間は三室川ダム建設により付替工事が行われたため整備が進んでおり、中央線のない1車線道路ながら幅が広く離合もしやすい。広島県側も終点から6 kmほどは近年になって整備され、片側1車線化されている。加えて、広島県側の広島県道448号下千鳥小奴可停車場線交点以南については、拡幅が進められており、残る未改良区間についても改良計画が進められている。しかしそれ以外は未整備の区間が多く、特に県境付近はかなりの悪路である。なお、県境を挟んで3.9 km（岡山県側：1.9 km、広島県側：2.0 km）ほどは12月から3月に通行止め（冬季閉鎖）となる。

## 地理

### 通過する自治体
- 岡山県
  - 新見市
- 広島県
  - 庄原市

### 交差する道路
| 交差する道路                      | 都道府県名 | 市町村名 | 交差する場所 | 交差する場所 |
| --------------------------------- | ---------- | -------- | ------------ | ------------ |
| 岡山県道・鳥取県道8号新見日南線   | 岡山県     | 新見市   | 足立         | 起点         |
| 岡山県道109号高瀬油野線           | 岡山県     | 新見市   | 神郷油野     |              |
| 広島県道448号下千鳥小奴可停車場線 | 広島県     | 庄原市   | 東城町千鳥   |              |
| 国道314号                         | 広島県     | 庄原市   | 東城町川西   | 終点         |

### 沿線にある施設など
- 三室川ダム
- 三室峡
- 千鳥別尺山桜
- リフレッシュハウス東城（東城温泉）